# Primera División de Uruguay 1945
Liga Profesional de Primera División 1945 var den 43:a säsongen av Uruguays högstaliga i fotboll, och 14:e säsongen som ligan spelades på professionell nivå. Ligan spelades som ett seriespel där samtliga lag mötte varandra vid två tillfällen. Totalt spelades 90 matcher med 352 gjorda mål.
Peñarol vann sin 18:e titel som uruguayanska mästare.

## Deltagande lag
10 lag deltog i mästerskapet, samtliga från Montevideo.

## Resultat
| Nr | Lag                  | S  | V  | O | F  | GM | IM | MS  | P  |
| -- | -------------------- | -- | -- | - | -- | -- | -- | --- | -- |
| 1  | Peñarol              | 18 | 15 | 1 | 2  | 60 | 19 | +41 | 31 |
| 2  | Nacional             | 18 | 10 | 5 | 3  | 54 | 28 | +26 | 25 |
| 3  | CA Defensor          | 18 | 8  | 6 | 4  | 37 | 31 | +6  | 22 |
| 4  | River Plate          | 18 | 8  | 5 | 5  | 33 | 29 | +4  | 21 |
| 5  | Central FC           | 18 | 8  | 3 | 7  | 39 | 37 | +2  | 19 |
| 6  | Rampla Juniors       | 18 | 7  | 5 | 6  | 31 | 33 | −2  | 19 |
| 7  | Liverpool            | 18 | 4  | 6 | 8  | 31 | 35 | −4  | 14 |
| 8  | CS Miramar           | 18 | 6  | 2 | 10 | 25 | 42 | −17 | 14 |
| 9  | Montevideo Wanderers | 18 | 2  | 4 | 12 | 16 | 40 | −24 | 8  |
| 10 | IA Sud América       | 18 | 2  | 3 | 13 | 26 | 58 | −32 | 7  |